# Santa María de la Almudena
|  | Per a altres significats, vegeu «Catedral de l'Almudena». |

Santa María de la Almudena va ser el temple més antic de Madrid, fins que fou enderrocat l'any 1868 en el context de les obres de remodelació del carrer Major, i del viaducte del carrer «Bailén»; i potser influït per l'ambient revolucionari regnant. Aquesta església s'assentava a la cantonada dels antics traçats dels carrers Major, on tenia l'entrada i «Bailén», i era envoltada per l'antic carreró —actualment carrer— de l'Almudena, sobre el solar de l'antiga mesquita major del Mayrit musulmà. L'illa de cases descrita també acollia la plaça de Santa Maria, en el seu extrem occidental. La mesquita original formaria part del primer recinte emmurallat en el conjunt de l'alcassaba, al costat de l'alcàsser que es va erigir en la part nord del solar de l'actual Palau Reial.

## L'origen
Els historiadors de Madrid del Segle d'Or —com López de Hoyos o Jerónimo de Quintana, entre d'altres— van intentar dotar Madrid d'un origen mitològic. Així, entre el conjunt de faules, va correspondre a la petita parròquia de Santa Maria de l'Almudena haver estat originalment un temple dedicat a Júpiter, que va ser convertit en església per San Calocer, deixant-hi la imatge de la mare de déu. Sens dubte, aquesta història és del tot incerta, atès que no hi ha restes romanes que indiquin cap poblament a la zona, i menys encara d'una ciutat de prou envergadura per haver acollit un temple com aquest.
Entre els fets certs, se sap que Alfons VI purificà la mesquita major de Mayrit, i així la convertí al culte cristià. Lamentablement, no sabem si aquesta purificació implicava l'adaptació de l'edifici existent o la demolició i construcció en el seu lloc d'un temple de nova planta. Ateses les pràctiques de l'època, ambdues opcions són factibles.
Al segle XVII Jerónimo de Quintana, en la primera descripció exhaustiva de l'església, cita alguns elements antics com làpides amb inscripcions que ell creia que eren romanes, però que probablement eren del segle XI o XII.